# Billy Griffin
Billy Griffin (Baltimore, 15 de agosto de 1950) é um cantor e compositor americano. Ele é mais conhecido por ter substituído Smokey Robinson como cantor principal do grupo The Miracles.

## Biografia
Exatamente como Robinson antes dele, Griffin coescreveu muitas das canções do The Miracles, juntamente com o fato de ser o cantor principal do grupo. Griffin e Pete Moore escreveram todas as canções do álbum - que foi disco de platina - de 1975, City of Angels. Durante sua permanência no grupo, eles obtiveram três sucessos: "Do It Baby", 13ª posição no Billboard Hot 100 em 1973, o single de maior sucesso do The Miracles, "Love Machine", que atingiu o topo das paradas em 1975. Griffin também esteve em "Don't Cha Love It", outra na 1ª posição.
O grupo The Miracles saiu da Motown em 1976, assinando com a Columbia Records. Após dois álbuns pela Columbia, Griffin e Moore decidiram deixar de se apresentar para se focar apenas na composição. Em 1982, Griffin lançou seu primeiro álbum-solo, Be With Me, que rendeu uma canção no Top 20 das paradas britânicas, "Hold Me Tighter in the Rain". No ano seguinte, Respect trouxe o sucesso, "Serious". Após um terceiro álbum com Leon Ware, Griffin assinou contrato com a Atlantic Records, mas apesar de ter feito um álbum, apenas um single, "Believe It or Not", foi lançado antes de ele ser deixado sem contrato pela gravadora.
Ele tornou-se um talentoso compositor e arranjador de backing vocals para outros artistas, mas apesar de gravar um grande número de canções próprias, seu álbum, Technicolour (com o single de mesmo nome sendo um tributo a Marvin Gaye), nunca foi lançado antes do fim da gravadora na qual ele estava, em 1992. Muitas de suas gravações para a Motorcity, entretanto, foram lançadas na compilação de 1996 Best Of Billy Griffin.
Griffin compôs canções e fez backing vocals para Aretha Franklin, The O'Jays, Ronald Isley, Freda Payne, Edwin Starr, Evelyn Champagne King, Herb Alpert, Martine McCutcheon, The Emotions e muitos outros. Em 2006, Griffin lançou seu último álbum, Like Water. Billy Griffin, juntamente com os outros membros do The Miracles, esteve na cerimônia de recebimento da estrela na Calçada da Fama de Hollywood em 20 de março de 2009.

## Discografia solo

### Álbuns
- 1982: Be With Me
- 1983: Respect
- 1985: Systematic
- 1992:  Technicolour
- 1996: The Best Of Billy Griffin - The Very Best Of The Motorcity Recordings
- 2006: Like Water

### Singles
- 1982: "Hold Me Tighter in the Rain"
- 1983: "Serious"
- 1986: "Believe It or Not"
- 1989: "First in Line"
- 1991: "Technicolour"
- 1992: "True Confessions"
- 2006: "Like Water"
- 2007: "All The Way To Love"